# Андро Кнего
Андро Кнего (21 жовтня 1956) — хорватський баскетболіст.
Олімпійський чемпіон 1980 року, срібний призер 1976 року, бронзовий призер 1984 року.
Чемпіон світу 1978 року, бронзовий призер 1982 року.
Срібний призер Чемпіонату Європи 1981 року.
Переможець Юнацького чемпіонату Європи (U-18) 1974 року.
Бронзовий призер Чемпіонату Європи серед кадетів (U-16) 1973 року.